# Manilamanifestet
Manilamanifestet är en evangelikal kristen trosbekännelse med inriktning på mission och evangelisation, antagen vid en internationell kongress för världsevangelisation i Manila, Filippinerna 1989. Vid mötet deltog över 4 000 kristna från mer än 170 länder.
Kongressen arrangerades av Lausannerörelsen (Lausanne Committee for World Evangelization) och Manilamanifestet är en fortsättning på den så kallade Lausannedeklarationen som antogs i juli 1974 i Lausanne i  Schweiz.

### Fotnoter
1. ↑  Anders Gustafsson (17 augusti 2010). ”Lausannerörelsen ska anta ett nytt dokument” (på svenska). Dagen. https://www.dagen.se/lausannerorelsen-ska-anta-ett-nytt-dokument-1.168571. Läst 14 september 2018.